# József Fischer

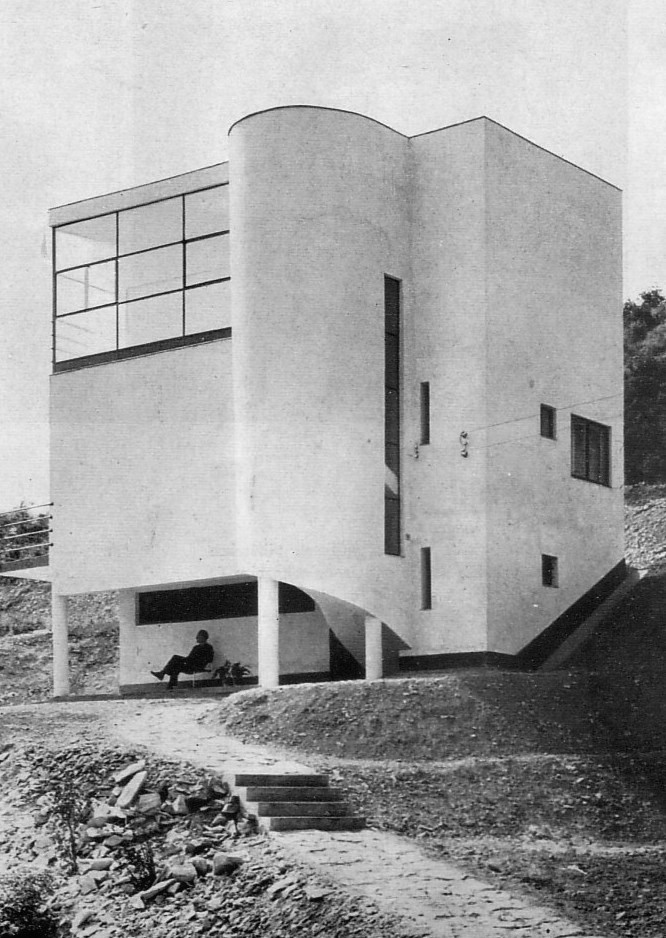
Casa de la calle Szépvölgyi en Budapest (1934)

József Fischer (Budapest, 12 de abril de 1901- íd., 23 de febrero de 1995) fue un arquitecto y político húngaro, de estilo racionalista. 

## Trayectoria
Estudió en la Escuela de Arquitectura de Budapest, donde se tituló en 1924. Adherido al racionalismo arquitectónico, del que fue uno de los primeros representantes en su país, publicó diversos artículos en revistas en defensa de la arquitectura moderna. Desde 1929 fue miembro del Congreso Internacional de Arquitectura Moderna (CIAM).
Sus primeras obras denotan la influencia de Le Corbusier, como las casas de las calles Csatárka (1932, demolido) y Szépvölgyi (1934) en Budapest. Más adelante, sus obras muestran una interpretación libre del Movimiento moderno: Hotel Rege (1940), Hotel Gyopár (1942), ambos en Budapest. A principios de los años 1940 también diseño la villa Járitz, en el número 14 de la calle Baba.
Tras la Segunda Guerra Mundial fue nombrado presidente del Comité gubernamental de la construcción y de la Comisión de obras públicas. Sin embargo, disconforme con la política oficial de la Hungría comunista y la imposición del realismo socialista en arquitectura, en 1948 dejó de ejercer su profesión. En los años 1950 y principios de los 1960 se centró en la política, pero tuvo que emigrar a Estados Unidos en 1965. No regresó a Hungría hasta 1978.
En 1993 fue nonbrado Ciudadano de honor de Budapest. En 2010 se le concedió el Premio Miklós Ybl de arquitectura.